# 老鼠娶親

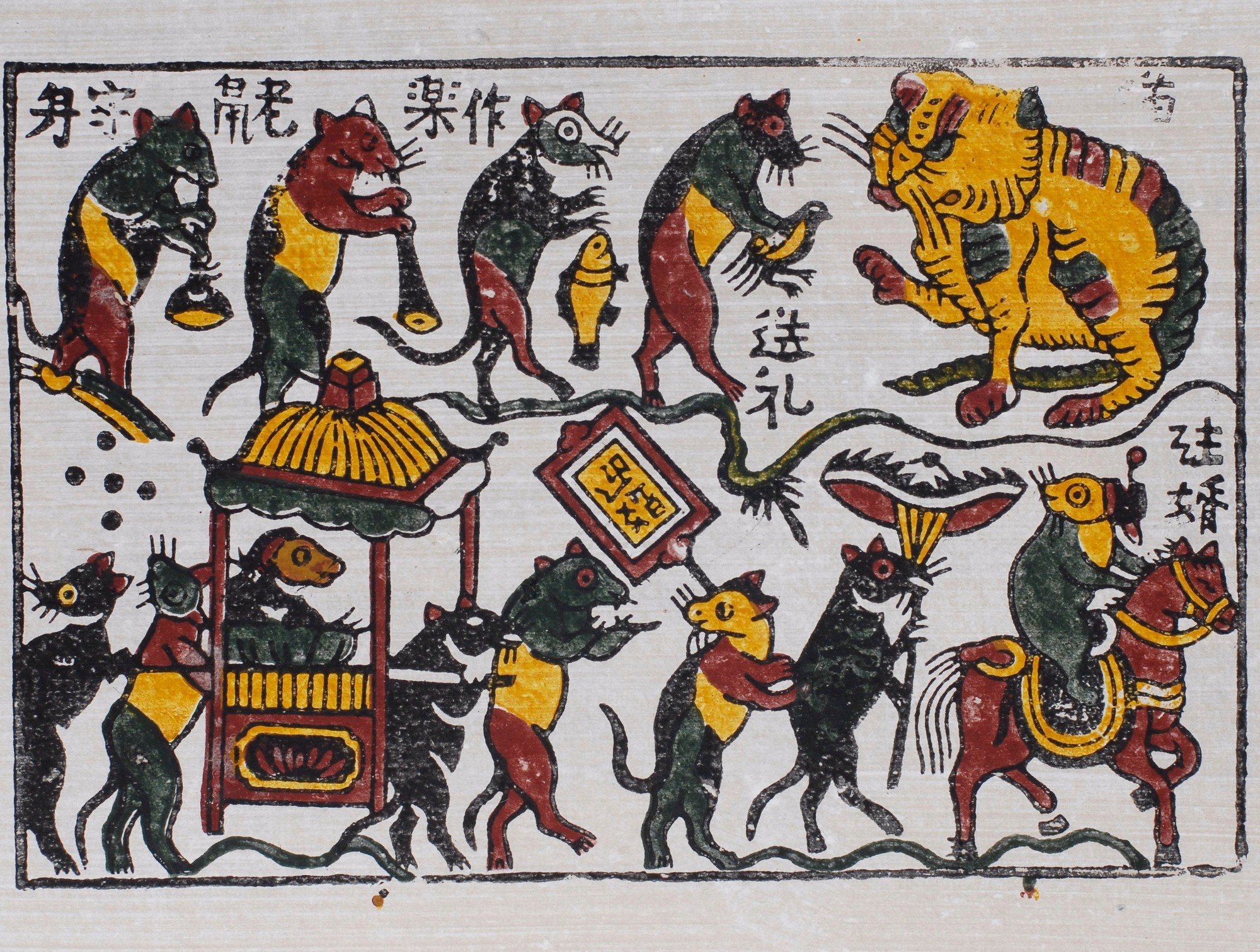
描繪老鼠婚禮遊行行列的東湖畫。

在亞洲各地有情節類似以老鼠選婿和婚禮等為內容的擬人化民間傳說故事。在部分以漢語為母語的人群間，這樣的故事被稱作老鼠嫁女或老鼠娶親等。這樣的傳說故事也流傳在日本、越南、印度、韓國等地區。

## 故事情節大略
一對老鼠要把女兒嫁給最了不起的人。他們首先去拜託太陽，太陽說遮擋自己的雲更偉大；雲說吹拂自己的風更厲害；風說擋住自己的牆更偉大；牆說在自己身上鑽洞的老鼠更厲害。於是，最終嫁給了老鼠（也有和貓結婚的版本）。

## 藝術
越南東湖畫以此故事作為代表題材之一。
中國有地區以此為剪紙或年畫題材；動畫片《老鼠嫁女》由此改編而成。